# Ivan Kuvačić
Ivan Kuvačić (Gata kod Omiša, Hrvatska, 12. siječnja 1923. – Zagreb, Hrvatska, 20. srpnja 2014.), hrvatski marksistički sociolog, pripadnik praxisove škole mišljenja.
Filozof po obrazovanju, sociolog po djelu, Ivan Kuvačić je znanstvenoj i široj kulturnoj javnosti poznat kao jedan od naših najuglednijih sociologa. Bio je dugi niz godina profesor na Filozofskom fakultetu u Zagrebu na Sociologiji, autor je niza vrijednih djela iz područja sociologije. Kuvačić se sustavno bavio bitnim problemima, i teorijskim orijentacijam sociološkog razumijevanja suvremenog društva.

## Životopis
Ivan Kuvačić je nakon osnovne škole u Omišu završio gimnaziju u Zagrebu. Za Drugog svjetskog rata priključio se antifašističom pokretu. Nakon rata počeo je sudirati filozofiju u Zagrebu. Studij je nastavio u Lenjingradu i Moskvi, kao stipendist SSSR-a zajedno s prijateljem i kasnijim suradnikom Gajom Petrovićem.
Nakon toga zapošljava se 1950-ih kao profesor na učiteljskoj akademiji u Čakovcu. Potom se seli u Zagreb i predaje na tadašnjem Radničkom sveučilištu Moša Pijade. Od utemeljenja studija sociologije 1963. radi kao profesor na tom odjelu sve do svog umirovljenja 1980-ih. Jedno vrijeme 1960-ih proveo je na Sveučilištu Berkeley (SAD) kao Fulbrightov stipendist. Ivan Kuvačić je bio jedan od utemeljitelja i urednika čuvenog filozofskog časopisa  Praxis. 
Kuvačić je kao i većina njegovih kolega iz praxisove škole mišljenja bio radikalni zastupnik kritike svega postojećega. A ona je po njima podrazumijevala; autorefleksiju i samoispitivanje, zapravo - načela europske filozofije subjektivnosti.
Praksisovskim filozofima je u središtu interesa bio slobodan pojedinac, čovjek, kao građanski subjekt - oni su tako interpretirali samoupravljanje, koje je po njima trebalo biti vrhunac demokracije u kojem bi čovjek, doista bio subjekt. Stoga oni nisu prihvaćali nacionalizam, koji eshatološki postavlja naciju kao temelj svega. A onda se on koristi kao ideološka podloga za praktičku politiku birokratskoga podčinjavanja tog istog naroda, svođenjem njegova bitka na etabliranu tradicionalnost i diskriminaciju svega onoga što se razlikuje od povlaštene društveno-političke koncepcije.
Osobito značajan Kuvačićev doprinos u utemeljenju i organizaciji studija sociologije, -na liniji filozofije koja potvrđuje slobodu čovjekova stvaralačkoga izražavanja.
- Hrvatsko Sociološko Društvo dodijelilo je svoju Nagradu Rudi Supek za 2005. profesoru Ivanu Kuvačiću.[3]

## Najznačajnija djela
- Marksizam i funkcionalizam. Beograd: 1970.
- Znanost i društvo. Zagreb: Naprijed, 1977.
- Obilje i nasilje. Zagreb: 1979., Naprijed
- Sociologija. Zagreb: Školska knjiga, 1982.
- Obuzdana utopija. Zagreb: Naprijed, 1986., ISBN 9788634900422
- Suvremene sociološke teorije. Zagreb: Sociološko društvo Hrvatske, 1990.,  ISBN 86-81175-13-0
- Funkcionalizam u sociologiji. Zagreb: Sociološka hrestomatija, 1990.
- Kako se raspao boljševizam. Zagreb: Naprijed 1997., ISBN 953-178-087-0
- Uvod u sociologiju. Zagreb:  Golden marketing/Tehnička knjiga 2004., ISBN 953-212-177-3
- Sjećanja. Zagreb: Razlog 2008., ISBN 9789536985128

## Pogledajte i ovo
- Praxis filozofija
- Praxis (časopis)

## Vanjske poveznice
- Ivan Kuvačić, "Postindustrijsko društvo i sloboda", Praxis 1973 1-2.
- Ivan Kuvačić, "Spontanost i organizacija", Praxis 1972 1-2.
- Ivan Kuvačić, "O rutinizaciji života".
- Ivan Kuvačić, "Država i nacija"  Arhivirana inačica izvorne stranice od 18. kolovoza 2021. (Wayback Machine), “Sociološka luča”, 1985.